# Луций Папирий Курсор (консул 293 пр.н.е.)
Вижте пояснителната страница за други личности с името Луций Папирий Курсор.
Луций Папирий Курсор (на латински: Lucius Papirius Cursor) e политик и генерал на Римската република.

## Биография
Произлиза от патрицииската фамилия Папирии, клон Курсори. Той е син на многократния консул и диктатор Луций Папирий Курсор (консул 326 пр.н.е.).
Папирий става през 293 пр.н.е. консул заедно със Спурий Карвилий Максим. Той се бие победоносно против самнитите и завоюва град Дурония. Побеждава в битката при Аквилония. След това Папирий Курсор превзема през 272 пр.н.е. град Таранто и му събаря градските стени, поставя им военен данък и конфискува всички оръжия и кораби. Всичко, което краси Таренто (статуи, картини и скъпоценности) се транспортират в Рим. Математици, философи, литерати, като Ливий Андроник, който превежда от гръцки Одисеята на Омир. Рим присъединява града към съюза, но му забранява да сече монети.
През 272 пр.н.е. Папирий Курсор е за втори път консул със Спурий Карвилий Максим и завършва подчинението на самнитите. Той празнува особено блестящ триумф заради победите си против тарентините, самнитите, луканите и брутите. В храма на Квирин той поставя първия в Рим слънчев часовник.